# (500387) 2012 TX83
(500387) 2012 TX83 es un asteroide perteneciente al cinturón de asteroides, descubierto el 6 de octubre de 2012 por el equipo del Mount Lemmon Survey desde el Observatorio del Monte Lemmon, Arizona, Estados Unidos.

## Designación y nombre
Designado provisionalmente como 2012 TX83.

## Características orbitales
2012 TX83 está situado a una distancia media del Sol de 3,056 ua, pudiendo alejarse hasta 3,241 ua y acercarse hasta 2,870 ua. Su excentricidad es 0,060 y la inclinación orbital 20,56 grados. Emplea 1951,42 días en completar una órbita alrededor del Sol.

## Características físicas
La magnitud absoluta de 2012 TX83 es 17.